# Atherix
Atherix (лат.) — род двукрылых семейства Athericidae.

## Внешнее строение
Серые или коричневые коренастые мухи. Глаза у самцов почти соприкасаются, а у самок разделены широким лбом. Простые глазки крупные располагаются на треугольной площадке с удлиненными, прямостоячими темно-коричневыми щетинками. Третий членик с удлинённой аристой на вершине. Лоб по бокам с удлиненными, прямостоящими щетинками. Наличиник голый. Щетинки на затылке короткие, черновато-коричневые. Грудь коричневая или чёрная с многочисленными короткими, прямостоячими щетинками. Крылья большие, пятнистые. На голенях средних и задних ног имеются две шпоры. У самцов девятыми и десятыми тергиты брюшка слиты.
Куколки темно-коричневые длиной 6,6—8,8 мм. Голова отделена от груди швом. Брюшко состоит из восемь сегментов. Первые семь тергитов с четырьмя колючими шипиками по заднему краю.
Голова личинки небольшая, способна втягиваться в первые два грудных сегмента. На первых семи из восьми сегментов брюшка по бокам имеются пара псевдоподий. На восьмом сегменте только одна псевдоподия.

## Биология
Личинки развиваются с воде.

## Классификация
В состав рода включают следующие виды:
- Atherix alagezica Paramonov, 1926
- Atherix apfelbecki Strobl, 1902
- Atherix aurichalcea Becker, 1921
- Atherix basilica Nagatomi, 1958
- Atherix dalmatica Szilady, 1934
- Atherix dispar Bezzi, 1909
- Atherix erythraspis Bezzi, 1909
- Atherix flavipes (Fabricius, 1781)
- Atherix ibis (Fabricius, 1798)
- Atherix ignota Szilady, 1934
- Atherix lantha Webb, 1977
- Atherix lugubris Macquart, 1834
- Atherix marginata (Fabricius, 1781)
- Atherix maroccana Seguy, 1930
- Atherix pachypus Bigot, 1887
- Atherix picta Loew, 1869
- Atherix variegata Walker, 1848
- Atherix vicina Szilady, 1943

Эрвином Линднером в составе рода Atherix описаны два вида из Южной Америки, но позднее они были удалены из него и носят теперь названия Chrysopilus chrysopiliformis и Suragina neotropica.

## Распространение
Представители рода встречаются Палеарктике и Неарктике.